# Ebba Årsjö
Ebba Årsjö (12 gennaio 2001) è una sciatrice alpina svedese paralimpica, che ha rappresentato la Svezia nello sci alpino paralimpico ai Giochi paralimpici invernali del 2022 a Pechino, vincitrice di due medaglie d'oro e una di bronzo.

## Biografia
È nata con la sindrome di Klippel-Trénaunay che ha provocato una riduzione muscolare della gamba destra. Ha iniziato a fare sci alpino all'età di sei anni a Norrkoping, in Svezia, iniziando a partecipare a competizioni internazionali dal 2019.

## Carriera
Årsjö ha gareggiato ai Campionati mondiali di sport sulla neve del 2021, dove ha vinto due medaglie d'oro: nello slalom speciale e nell'evento parallelo femminile.
Ha gareggiato alle Paralimpiadi invernali del 2022, vincendo l'oro nelle gare in piedi di supercombinata e slalom e la medaglia di bronzo nella gara in discesa libera.
Nel 2022 ha ricevuto il Victoria Award; ai Mondiali di Espot 2023 ha vinto la medaglia d'oro nel supergigante, nello slalom gigante, nello slalom speciale e nella combinata. Nella stagione 2023-2024 in Coppa del Mondo si è aggiudicata sia la classifica generale sia quelle di slalom gigante e di slalom speciale e si è piazzata 2ª in quelle di supergigante. Ai Mondiali di Maribor 2025 ha vinto la medaglia d'oro sia nello slalom gigante sia nello slalom speciale e in quella stagione 2024-2025 in Coppa del Mondo si è aggiudicata la Coppa del Mondo generale e le classifiche di supergigante e di slalom gigante.

## Palmarès

### Paralimpiadi
- 3 medaglie:
  - 2 ori (supercombinata e slalom speciale a Pechino 2022)
  - 1 bronzo (discesa libera a Pechino 2022)

### Mondiali
- 8 medaglie:
  - 8 ori (slalom speciale, parallelo a Lillehammer 2021; supergigante, slalom gigante, slalom speciale, combinata a Espot 2023; slalom gigante, slalom speciale a Maribor 2025)

## Premi e riconoscimenti
- Victoria Award (2022)